# Team Eddy Merckx-Indeland/Saison 2012
Dieser Artikel listet Erfolge und Fahrer des Radsportteams Eddy Merckx-Indeland in der Saison 2012 auf.

## Platzierungen in UCI-Ranglisten
| UCI Continental Circuit | Platz |
| ----------------------- | ----- |
| UCI Asia Tour 2012      | 51    |
| UCI Europe Tour 2012    | 101   |

## Zugänge – Abgänge
| Zugänge                     | Team 2011      | Abgänge                 | Team 2012                          |
| --------------------------- | -------------- | ----------------------- | ---------------------------------- |
| Andreas Stauff              | Quick Step     | Emmanuel van Ruitenbeek | Koga Cycling Team                  |
| Robert Retschke             | Team NetApp    | Luc Hagenaars           | Metec Continental Cyclingteam      |
| Alexander Nordhoff          | Seven Stones   | Alexander Schmitt       | Nutrixxion Abus                    |
| Julian Hellmann             | Team Heizomat  | Christian Patron        | Wallonie Bruxelles-Crédit Agricole |
| Kim-Simon Nottebohm         | Neoprofi       | David Kopp              | Karriereende                       |
| Thomas Schneider            | Neoprofi       |                         |                                    |
| Maik Wensink (ab 1. August) | Raiko Stölting |                         |                                    |

## Mannschaft
| Name                  | Geburtstag         | Nationalität |
| --------------------- | ------------------ | ------------ |
| Patrick Bercz         | 11. September 1989 | Deutschland  |
| Matthias Bertling     | 6. Juli 1987       | Deutschland  |
| Joop de Gans          | 12. April 1984     | Niederlande  |
| Stefan Ganser         | 10. Dezember 1978  | Deutschland  |
| Julian Hellmann       | 20. Dezember 1990  | Deutschland  |
| Michael Kurth         | 18. November 1986  | Deutschland  |
| Florian Monreal       | 23. Mai 1986       | Deutschland  |
| Alexander Nordhoff    | 25. Oktober 1989   | Deutschland  |
| Kim-Simon Nottebohm   | 30. März 1993      | Deutschland  |
| Robert Retschke       | 17. Dezember 1980  | Deutschland  |
| Thomas Schneider      | 26. Januar 1993    | Deutschland  |
| Andreas Stauff        | 22. Januar 1987    | Deutschland  |
| Maik Wensink          | 14. September 1990 | Niederlande  |
| Daniel Westmattelmann | 31. Oktober 1987   | Deutschland  |